# Ferdinand Schörner
Ferdinand Schörner (født 5. december 1892 i München i Bayern, død 7. februar 1973 samme sted) var tysk general og senere generalfeltmarskal under 2. verdenskrig. Han begyndte sin militære karriere under Det Tyske Kejserrige. Han forlod hæren, men vendte tilbage ved 2. verdenskrigs udbrud.  
Flere år efter 2. verdenskrig kom Schörner for retten og blev idømt 4 1/2 års fængsel for at have beordret henrettelsen af tyske soldater. Han blev løsladt i 1963.

## Liv og karriere
Ferdinand Schörner var reservesergent og blev indkaldt ved udbruddet af Første Verdenskrig. Han kæmpede på Vestfronten, blev såret der to gange og kom som løjtnant til det bayerske Infanterie Leibregimente til Italien. Der modtog han æresbevisningen Pour le Mérite. Han kæmpede igen i 1918 på Vestfronten, blev såret og forflyttet til den serbiske front. Efter krigen tjente han først i Frikorps "Epp" og blev en premierløjtnant i hæren. Fra 1920 til 1931 stod han i 19. infanteriregiment. I 1934 blev han overført til militærakademiet i Dresden og i 1937 overtog han som oberstløjtnant Gebirgs Jäger Regiment 98. Da krigen brød ud, førte han som oberst sit regiment ind i Polen, og i begyndelsen af 1940 fik han overdraget 6. Gebirgs-Division. Schörner blev forfremmet til generalmajor den 1. august 1940. Under balkanfelttoget brød Schörner igennem den græske Metaxa Linie med sin division XVIII Gebirgskorps. Den besatte i et overraskelsesangreb det strategisk vigtige bjergpas. For denne indsats blev han tildelt Ridderkorset den 20. april 1941.
Under angrebet på Sovjetunionen blev 6. Gebirgs-Division forflyttet til Finland. Den 27. januar 1942 blev Schörner generalløjtnant, og den 15. januar 1942 overtog han det XIX Gebirgskorps. 1. juni 1942 blev han general over Gebirgskorpset og den 1. oktober 1943 overtog han kommandoen over XXXX Panserkorps i Ukraine. Ved hjælp af sin hårde disciplin lykkedes det både Schörner at udholde hårde russiske angreb og at sikre tyske tilbagetog. For disse tjenester blev han nævnt i Wehrmacht-rapporterne og modtog den 17. februar 1944 de hædrende egeblade. Den 1. marts 1944 blev han forfremmet til Generaloberst og den 2. marts 1944 overtog han kommandoen over 17. armé. Allerede den 30. marts 1944 blev han udnævnt til chef for Heeresgruppe Süd Ukraine. Det lykkedes ham at stabilisere den sydlige front. Den 20. juli 1944 blev han chef for Heeresgruppe Nord, hvor han medvirkede til at afværge store russiske offensiver. Han formåede at holde Heeresgruppen fri for omringning af russiske styrker, og for det modtog han yderligere hæder.
Efter omringningen af Heeresgruppe Nord i Kurland forsvarede Schörner Kurland-lommen. Da nederlaget blev en realitet, blev Schörner udnævnt som øverstkommanderende for Heeresgruppe Mitte. For hans resultater i Kurland blev han tildelt jernkors med diamanter den 1. januar 1945. Som chef for Heeresgruppe Mitte dødsdømte Schörner ofte desertører og "kujoner". I disse domme skelnede han ikke mellem høj og lav. Den 5. april 1945 blev Schörner udnævnt til feltmarskal. I sit sidste testamente udnævnte Hitler Schörner til øverstbefalende for hæren.
Forklædt som civil flygtede Schörner til Vesten umiddelbart efter krigens afslutning, og det lykkedes ham at holde sig skjult til 10. maj 1945. Derefter blev han taget til fange af amerikanske styrker og overgivet til den Røde Hær. Han blev dømt ved en russisk krigsret til 25 års fængsel og løsladt i 1955. I 1957 blev Schörner igen anholdt og stillet for en tysk domstol. Han blev idømt fire og et halvt års fængsel for at have dødsdømt tyske soldater. Han blev løsladt to år efter.
Udmærkelser: Jernkors (20. April 1941) m/egeblade (17. februar 1944) m/sværd (28. august 1944) m/diamanter (1. januar 1945)